# Ghuta
La parola araba ghuta (الغوطة‎, al-ghūṭa, ossia "l'oasi") designa le terre coltivate che circondano la città di Damasco e costituiscono un'oasi nel deserto siriano.

## Geografia

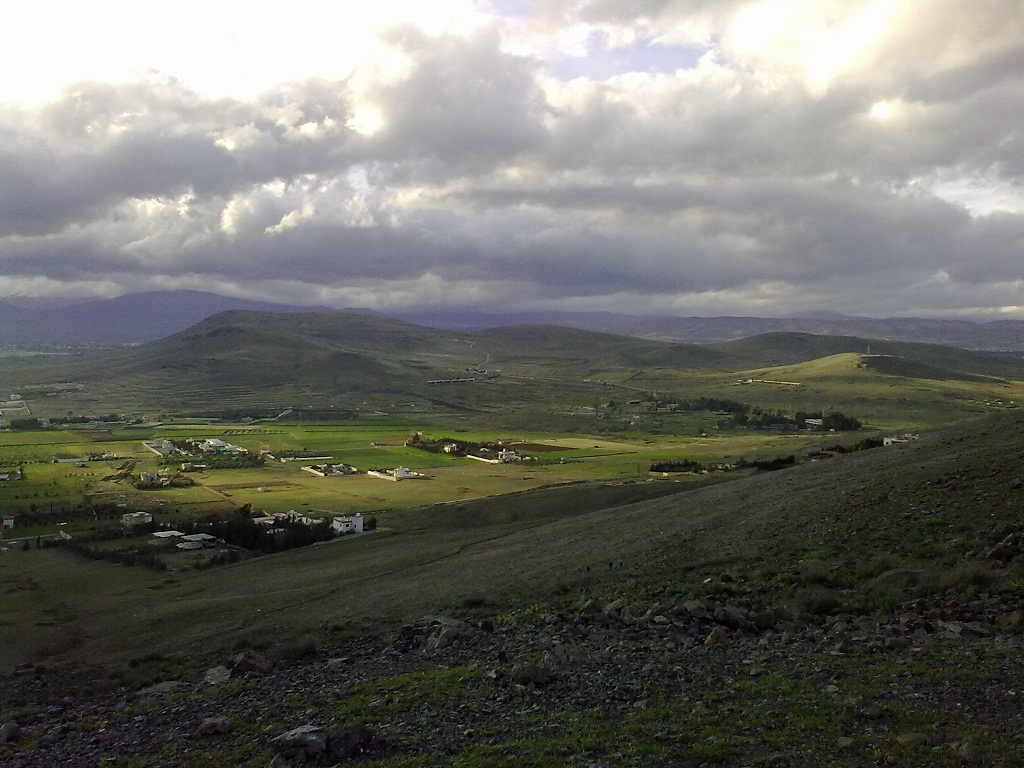
Vista della Ghuta dalle montagne che circondano l'area

L'acqua che irriga tale oasi viene essenzialmente dal Barada, un fiume che scende dall'Anti-Libano, scaturendo da una stretta spaccatura nella montagna. Il Barada è stato forzato per consentire l'irrigazione di tutta la piana circostante, mentre le acque residue evaporano e s'infiltrano nel sottosuolo di un lago acquitrinoso al limite del deserto, a E di Damasco, il Baḥīra `Atayba (بحيرة عتيبة‎, buḥayra ʿutayba).
Questi lavori idraulici risalgono ad epoche antiche. Il Barada fu deviato già dai Nabatei, dagli Aramei e dai Romani e la sua cura fu poi assicurata dai califfi omayyadi, a partire da Yazīd I.
L'estensione attuale di Damasco tende a rendere sempre più sterili le terre coltivabili intorno alla città. L'assenza attuale di nuove risorse idriche pone un grave problema a Damasco che dipende per l'agricoltura quasi solo dall'acqua del Barada. I progetti di captazione dell'acqua nel Golan sono stati abbandonati in seguito all'occupazione militare israeliana delle alture fin dal 1973.

## Società

### Composizione etnoreligiosa
Gravitante attorno a Damasco, la Ghuta ha attratto immigrati da tutta la Siria. La grande maggioranza della popolazione è di etnia araba e di religione musulmana sunnita. Questa componente è dominante in particolare a Duma, Harasta e Darayya. La città conta ampie comunità di curdi, concentrati a Rukn al-Din e perlopiù arabizzati, di turcomanni, concentrati a Dair al-Asafir, di circassi e di armeni. Nel corso della seconda metà del XX secolo giunsero in città centinaia di migliaia di alauiti, attratti dalle prospettive di carriera nell'esercito e nella pubblica amministrazione; essi formano la maggioranza ad al-Mazzah. Una cospicua minoranza della popolazione è costituita da cristiani, in grande maggioranza arabi, prevalentemente greco-ortodossi e melchiti. I drusi e i cristiani sono concentrati a Jaramana, Sahnaya e Artuz. A Sayyidah Zaynab vi è una nutrita comunità di duodecimani. I palestinesi sono distribuiti in campi profughi, in particolare in quello di Yarmouk.

## Insediamenti in Ghouta
- Ashrafiyat Sahnaya (Distretto di Darayya)
- Deir Ali (Distretto di Markaz Rif Dimashq)
- Jaramana (Markaz Rif Dimashq)

Ghuta orientale:
- Ein Tarma (Distretto di Markaz Rif Dimashq)
- Al-Bahariyah (Distretto di Douma)
- Hamouriyah (Distretto di Markaz Rif Dimashq)
- Otaybah (Distretto di Douma)

Ghuta occidentale:
- Muadamiyat al-Sham (Distretto di Darayya)
- Al-Sabinah (Distretto di Markaz Rif Dimashq)
- Sahnaya (Distretto di Darayya)